# 前259年
| 千纪： | 前1千纪 |
| 世纪： | 前4世纪 \| 前3世纪 \| 前2世纪 |
| 年代： | 前280年代 \| 前270年代 \| 前260年代 \| 前250年代 \| 前240年代 \| 前230年代 \| 前220年代                                                         |
| 年份： | 前264年 \| 前263年 \| 前262年 \| 前261年 \| 前260年 \| 前259年 \| 前258年 \| 前257年 \| 前256年 \| 前255年 \| 前254年                           |
| 纪年： | 周赧王五十六年 魯頃公二十一年 齊王建六年 趙孝成王七年 魏安僖王十八年 韓桓惠王十四年 秦昭襄王四十八年 楚考烈王四年 衛懷君三十四年 燕武成王十三年 |

## 大事記
- 第一次布匿戰爭：羅馬佔領科西嘉島和撒丁島。
- 九月，秦昭襄王發起邯鄲之戰，派五大夫王陵攻打趙國首都邯鄲。
- 十月，秦武安君白起分軍為三，王齕攻趙武安、皮牢，拔之。司馬梗北定太原，盡有上黨地。韓、魏恐，使蘇代厚幣說應侯范雎，范雎恐白起功過於己，言於秦昭襄王，使割韓垣雍、趙六城以和。正月，皆罷兵。武安君由是與應侯有隙。
- 秦王欲為應侯必報其仇，聞魏齊在平原君所，乃為好言誘平原君至秦而執之。遣使謂趙孝成王曰：「不得齊首，吾不出王弟於關！」魏齊窮，抵虞卿，虞卿棄相印，與魏齊偕亡。至魏，欲因信陵君以走楚。信陵君意難見之，魏齊怒，自殺。趙王卒取其首以與秦，秦乃歸平原君。
- 九月，秦五大夫王陵將兵復伐趙，武安君病，不任行。

## 出生
- 秦始皇，秦朝开国皇帝，中国第一个皇帝(前210年逝世)。